# Klaus Bose
Klaus Bose (* 27. März 1940 in Bogotá) ist ein deutscher Maler, Zeichner und Grafiker.

## Leben und Werk
Die Mutter Boses war eine deutsche Jüdin, der Vater Kommunist. Boses Onkel Hans war Häftling im KZ Buchenwald. Die Eltern Boses waren nach der Machtergreifung der Nazis 1933 akut gefährdet und emigrierten aus Deutschland nach Kolumbien.
1951 ging die Familie in die DDR, der sie sich politisch nahe fühlten. Bose absolvierte in Weimar die Grundschule und machte eine Ausbildung als Chemigraf in Erfurt. Danach arbeitete er in seinem Beruf. Daneben besuchte er von 1964 bis 1968 bei Otto Paetz, Gottfried Schüler und Horst Jährling in Weimar die Schule für Grafik und Malerei. Seit 1975 arbeitet Bose in Weimar als freischaffender Maler und Grafiker, vor allem als Zeichner. Er war auch Lehrer an der Weimarer Malschule des Kabinetts für Kulturarbeit Weimar-Stadt.
Bose war von 1975 bis 1990 Mitglied des Mitglied des Verbands Bildender Künstler der DDR. 1994 gehörte er zu den Gründern der Künstlergruppe Hohenfelden e.V. Er wurde Mitglied der Weimarer Genossenschaft Bildender Künstler Lucas Cranach.
Studienreisen führen ihn unter anderem nach Ungarn, Litauen, Polen, Tschechien, Italien, Israel, Portugal, Griechenland und in die USA.
Bose wirkt hauptsächlich als Zeichner, wobei er vor allem mit Bleistift, Farbstift und Pastell arbeitet. Er zeichnet Landschaften (insbesondere Thüringen) und Stillleben, welche detailgetreu sind und zur Sachlichkeit tendieren, teilweise auch zur Romantik. Daneben gehören Monotypien und Aquarelle zu seinem Gesamtwerk. Vereinzelt schuf er Illustrationen.
Zeichnungen Boses befinden sich u. a. in der Kunstsammlung des Schlossmuseums Arnstadt.

## Werke (Auswahl)
- Schweigen ist unmöglich (Zyklus von Zeichnungen, 1987)
- Buchenwald (Zyklus von 35 Graphit-Zeichnungen, 1989/1990)
- Totenwald (Zyklus von Tusch-Zeichnungen, 1989; 2014 überarbeitet mit Siena)

## Ausstellungen (unvollständig)

### Einzelausstellungen
- 1981: Eisenach, Thüringer Museum
- 1988: Weimar, Goethe-Nationalmuseum („Parklandschaften. Einundzwanzig Blatt für Gudrun“)
- 2015: Weimar, Kunsthalle „Harry Graf Kessler“ und Kunstausstellung der Gedenkstätte Buchenwald („Orte. Bilder. Reflexionen.“)

### Ausstellungsbeteiligungen
- 1974 und 1979: Erfurt, Bezirkskunstausstellungen
- 1975: Erfurt, Internationale Gartenbau-Ausstellung: Kunst-Ausstellung des Bezirks Erfurt
- 1977: Weimar, Kabinett am Goetheplatz („Drei junge Weimarer Künstler. Lehrer an der Malschule für Kinder und Jugendliche beim Kabinett für Kulturarbeit Weimar-Stadt“; mit Wolfgang Lorenz und Horst Peter Meyer)
- 1978: Weimar, Kunsthalle am Theaterplatz („intermezzo“)
- 1980: Weimar, Ausstellung der Genossenschaft „Lucas Cranach“
- 1985: Erfurt, Gelände der Internationalen Gartenbauausstellung („Künstler im Bündnis“)
- 1986: Fürstenwalde, Altes Rathaus („Miniatur in der bildenden Kunst der DDR“)
- 2006: Weimar, Kunsthalle „Harry Graf Kessler“ (Künstlergruppe Hohenfelden)
- 2006: Vaduz, Galerie am Lindenplatz (Künstlergruppe Hohenfelden)
- 2012: Bad Berka, Coudrayhaus (Künstlergruppe Hohenfelden)